# Алексеевский сельсовет (Красноярский край)
Алексеевский сельсовет - сельское поселение в Курагинском районе Красноярского края.
Административный центр - село Алексеевка.

## Население
| 2010 | 2012 | 2013 | 2014 | 2015 | 2016 | 2017 |
| ---- | ---- | ---- | ---- | ---- | ---- | ---- |
| 919  | ↘914 | ↘904 | ↘885 | ↗892 | ↘865 | ↗867 |

## Состав сельского поселения
В состав сельского поселения входят 2 населённых пункта:
| № | Населённый пункт | Тип населённого пункта       | Население |
| - | ---------------- | ---------------------------- | --------- |
| 1 | Алексеевка       | село, административный центр | 606       |
| 2 | Новопокровка     | деревня                      | 313       |

## Местное самоуправление
Алексеевский сельский Совет депутатов
Дата избрания: 08.09.2013. Срок полномочий: 5 лет. Количество депутатов:  10
Глава муниципального образования
- Романченко Мария Васильевна. Дата избрания: 08.09.2013. Срок полномочий: 5 лет